# Melanotesia intensa
Melanotesia intensa är en fjärilsart som beskrevs av Paul Dognin 1909. Melanotesia intensa ingår i släktet Melanotesia och familjen mätare. Inga underarter finns listade i Catalogue of Life.